# 織田慶治
織田 慶治（おだ けいじ）は、日本の元競技ダンス選手。

## 来歴
1982年、群馬県出身
1996年、中学2年生で社交ダンスを始める。(14歳)
2002年、のちに妻となる渡辺理子とカップル結成。(20歳)
2009年、スーパージャパンカップ全日本セグエ選手権優勝、日本インターナショナルダンス選手権大会日本人最高位を皮切りに、26歳で全日本チャンピオンとなる。
海外では全英選手権ブラックプールチームマッチに三度のアジア代表として選出され、ロンドンインペリアルチャンピオンシップでは日本人では10年ぶりのファイナル入りを果たす。
JBDFラテンSA級の称号を取得。
2014年11月に行われたプロフェッショナル統一全日本ダンス選手権大会で前人未到の6連覇を達成し、現役競技を引退した。
現在は理子と共に社交ダンススタジオを経営し、指導にあたっている。

## 出演
TV
- マツコの知らない世界 社交ダンスの世界（2014年11月4日）[3]、マニアック夫婦SP（2021年2月23日）[4]
- ナカイの窓（2017年3月1日）[5]
- Dの旋律（2021年7月28日）[6]